# Joseph Dilg
Joseph Edward Dilg (Saint Louis, 3 marzo 1878 – Saint Louis, 12 maggio 1953) è stato un lottatore statunitense.
Partecipò alle gare di lotta dei pesi massimi ai Giochi olimpici di Saint Louis 1904, dove fu sconfitto in semifinale da Frank Kugler.